# Wasser, Wälder, Eisenhämmer

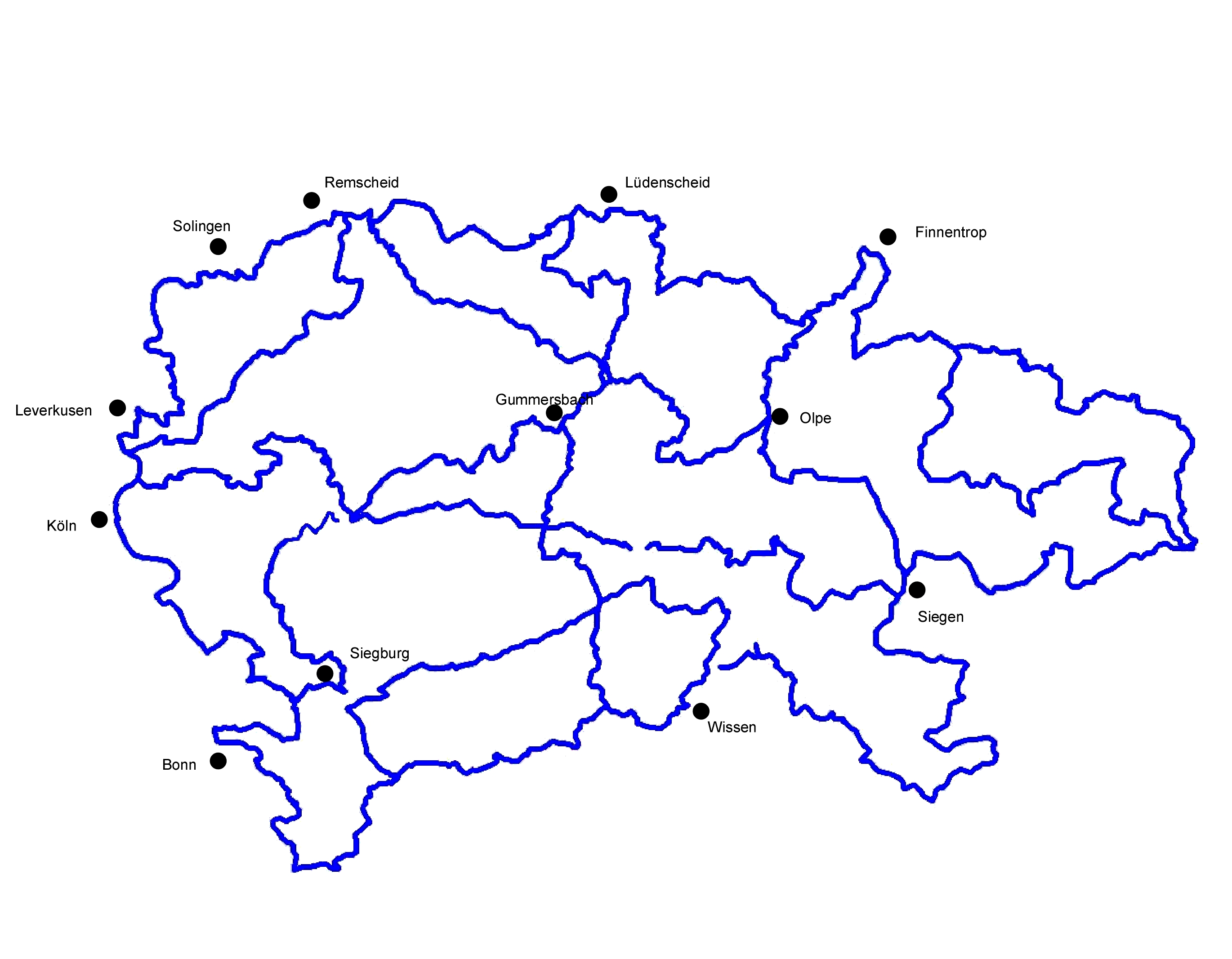
Übersichtskarte

Wasser, Wälder, Eisenhämmer ist eine Radwanderweg in Nordrhein-Westfalen und Rheinland-Pfalz. Als Rundweg mit zahlreichen Querverbindungen führt er auf über 1.200 km durch das Bergische Land, das Ebbegebirge, das Sauerland, das Siegerland und die Kölner Bucht. Der Radweg führt zwar auch an Flusstälern entlang, aber auch steigungsreich durch das Mittelgebirge. Er verläuft teilweise auf Radwegen, auf Wirtschafts- und Waldwegen, aber auch auf Landstraßen ohne separaten Radweg.

## Beschilderung
Der Radweg ist zwar in das Radverkehrsnetz NRW eingebunden, es existiert auch ein Signet, aber die Beschilderung ist bislang aus Kostengründen nicht vorgenommen worden.

## Anschlüsse
Anschlüsse bestehen unter anderem an den Rhein-Radweg, den Siegtal-Radweg, die Lenneroute und an die regionalen Radrouten R 8, R23, R31 und R27.